# Aldebaran
Aldebaran (Alfa Tauri, α Tau) – najjaśniejsza gwiazda w gwiazdozbiorze Byka. Jest oddalona o około 67 lat świetlnych od Słońca. Jest to układ podwójny, dyskutowane jest istnienie w nim planet.

## Nazwa
Tradycyjna nazwa tej gwiazdy, Aldebaran, wywodzi się od arabskiego ‏الدبران‎ al-dabarān, „podążający” (za Plejadami). Dawniej odnosiła się do gromady Hiad, na tle której widoczna jest ta gwiazda. Tablice alfonsyńskie nazywają tę gwiazdę łac. Cor Tauri („serce Byka”), chociaż znajduje się daleko od tego położenia w wyobrażonej figurze zwierzęcia; trafniej bywał on nazywany „okiem Byka”. Międzynarodowa Unia Astronomiczna w 2016 roku formalnie zatwierdziła użycie nazwy Aldebaran dla określenia tej gwiazdy.

## Charakterystyka obserwacyjna

Położenie gwiazdy w gwiazdozbiorze Byka

Na niebie Aldebaran jest widoczny na tle gromady Hiad, jednak nie jest jej członkiem. Gwiazda znajduje się w połowie odległości tej gromady od Słońca.

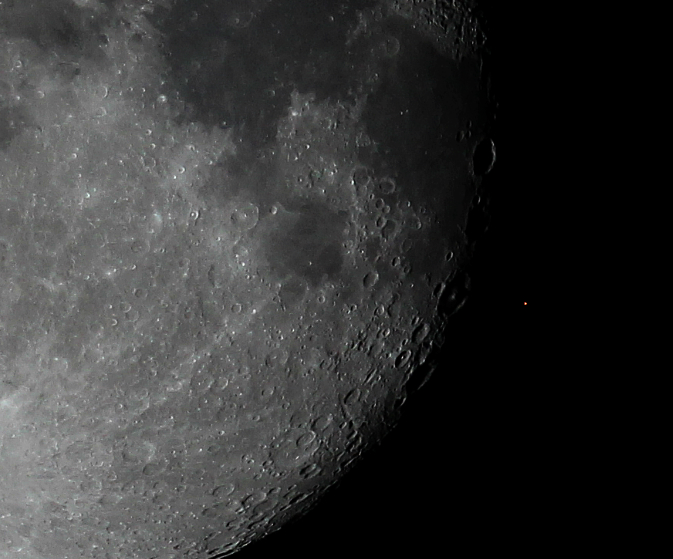
Okultacja gwiazdy

11 marca 509 roku w Atenach zaobserwowano okultację Aldebarana. Angielski astronom Edmond Halley badał okres wystąpienia tego zdarzenia i w roku 1718 wywnioskował iż od tamtej pory Aldebaran zmienił swoją pozycję na niebie, przemieszczając się o kilka minut łuku na północ. Ta obserwacja – oraz badanie zmieniających się pozycji Syriusza i Arktura – doprowadziły do odkrycia zjawiska ruchu własnego. Na podstawie współczesnych obserwacji, pozycja gwiazdy w ciągu ostatnich 2000 lat zmieniła się o 7 minut łuku, co jest w przybliżeniu jedną czwartą średnicy tarczy Księżyca w pełni.

## Charakterystyka fizyczna

### Alfa Tauri A

Porównanie wielkości Aldebarana i Słońca

Główny składnik, Alfa Tauri A (właściwy Aldebaran) to olbrzym o barwie pomarańczowej, należący do typu widmowego K5. Barwa tej gwiazdy jest widoczna gołym okiem. Temperatura Aldebarana to około 4010 K, mniej niż temperatura fotosfery Słońca. Gwiazda emituje dużą część promieniowania w zakresie podczerwonym; łącznie emituje ona 425 razy więcej promieniowania niż Słońce. Według pomiarów satelity Hipparcos gwiazda odległa jest o 66,6 lat świetlnych (20,43 pc), co pozwala obliczyć, że jej promień to 43 R☉. Gwiazda podlega zakryciom przez Księżyc, co pozwala bezpośrednio zmierzyć jej rozmiar kątowy, jest także dostatecznie duża, aby pozwalały na to techniki interferometryczne; zmierzona średnica kątowa gwiazdy to 0,01996″, co przy uwzględnieniu odległości odpowiada promieniowi 44 R☉, zgodnie z oceną teoretyczną. Masa tej gwiazdy jest 1,7 raza większa od masy Słońca. Gwiazda jest na etapie ewolucji, w którym w helowym jądrze nie rozpoczęły się jeszcze reakcje syntezy węgla i tlenu. W ciągu kilku milionów lat dojdzie do zainicjowania syntezy, a jasność Aldebarana wzrośnie do 800 L☉, po czym z powrotem spadnie wraz ze stabilizacją procesu.
Aldebaran wysyła w przestrzeń silny wiatr gwiazdowy, który unosi część materii gwiazdy; w odległości około 1000 jednostek astronomicznych od Aldebarana znajduje się szok końcowy. Gwiazda jest zanurzona w Bąblu Lokalnym, podobnie jak Słońce; nie tworzy w nim łukowej fali uderzeniowej.

### Alfa Tauri B
Towarzysz olbrzyma, Alfa Tauri B, to czerwony karzeł reprezentujący typ widmowy M2. Jest małą gwiazdą, ma zaledwie 36% promienia Słońca i masę około 15% masy Słońca. Świeci z jasnością 0,0014 jasności Słońca.

### Towarzysze optyczni
Wizualnie Aldebaran stanowi gwiazdę sześciokrotną (składniki A-F). Główny składnik A i składnik B mogą być fizycznie związane, ale ze względu na duże niepewności pomiaru nie jest to pewne. Składniki C i D tworzą znany układ podwójny Alfa Tauri CD i okrążają się nawzajem, ale znajdują się daleko za Aldebaranem, należą do gromady Hiad i podobnie jak cała ta gromada, nie oddziałują z nim.

### Kontrowersyjny układ planetarny
W 1993 pomiary prędkości ruchu Aldebarana, Arktura i Polluksa wykazały, że pierwsza gwiazda przejawia długookresowe oscylacje prędkości radialnej, które mogły wskazywać na obecność towarzysza mniejszego niż gwiazda. Jednak badania wszystkich trzech olbrzymów wykazywały podobne oscylacje, prowadzące do podobnych mas towarzyszy i autorzy uznali, że zmiany były prawdopodobnie spowodowane przez czynniki wewnętrzne, a nie grawitacyjny wpływ towarzysza, na co wskazywały także późniejsze obserwacje.
Autorzy publikacji z 2015 argumentowali, że wśród wielu sygnałów związanych z rotacją i aktywnością gwiazdy, sygnał o okresie ok. 620 dni pochodzi od planety oznaczonej Aldebaran b, będącej olbrzymem co najmniej 6,5 razy masywniejszym od Jowisza, okrążającym Aldebarana co 1,7 roku ziemskiego w odległości około 1,5 au.
Tymczasem praca opublikowana w 2019 roku wskazała argumenty przeciwko istnieniu planety – amplituda sygnału przypisywanego planecie zmienia się w czasie, a rezydua pozostałe po jego odfiltrowaniu są znaczne. Autorzy znaleźli formalnie lepsze rozwiązanie, według którego gwiazdę obiegają dwie planety o okresach około 607 i 773 dni, ale wskazali, że taki układ jest dynamicznie niestabilny. Prawdopodobnym wyjaśnieniem obserwowanych sygnałów są oscylacje strefy konwektywnej gwiazdy, a nie planety.

## Znaczenie kulturowe
W astrologii Aldebarana łączono z pomyślnością, twierdząc, że przynosi bogactwa. 5000 lat temu punkt równonocy wiosennej znajdował się w pobliżu Aldebarana i w Persji gwiazda ta była jedną z czterech „Królewskich Gwiazd” lub „Strażników Nieba”; Camille Flammarion zapisał jej perską nazwę jako „Taschter”. Heliakalny zachód Aldebarana, 21 kwietnia, był dla Starożytnych Rzymian momentem gdy obchodzono święto Parilia – z tego powodu nazywali oni Aldebarana Parilicium.
W hinduskiej astrologii dźjotisz Aldebaran znajduje się na granicy pomiędzy nakszatrami Rohini i Kryttika.
W języku chińskim jest znany jako chiń. 畢宿五; pinyin Bìxiùwŭ, czyli „piąta gwiazda sieci”.